# Constitución portuguesa de 1822

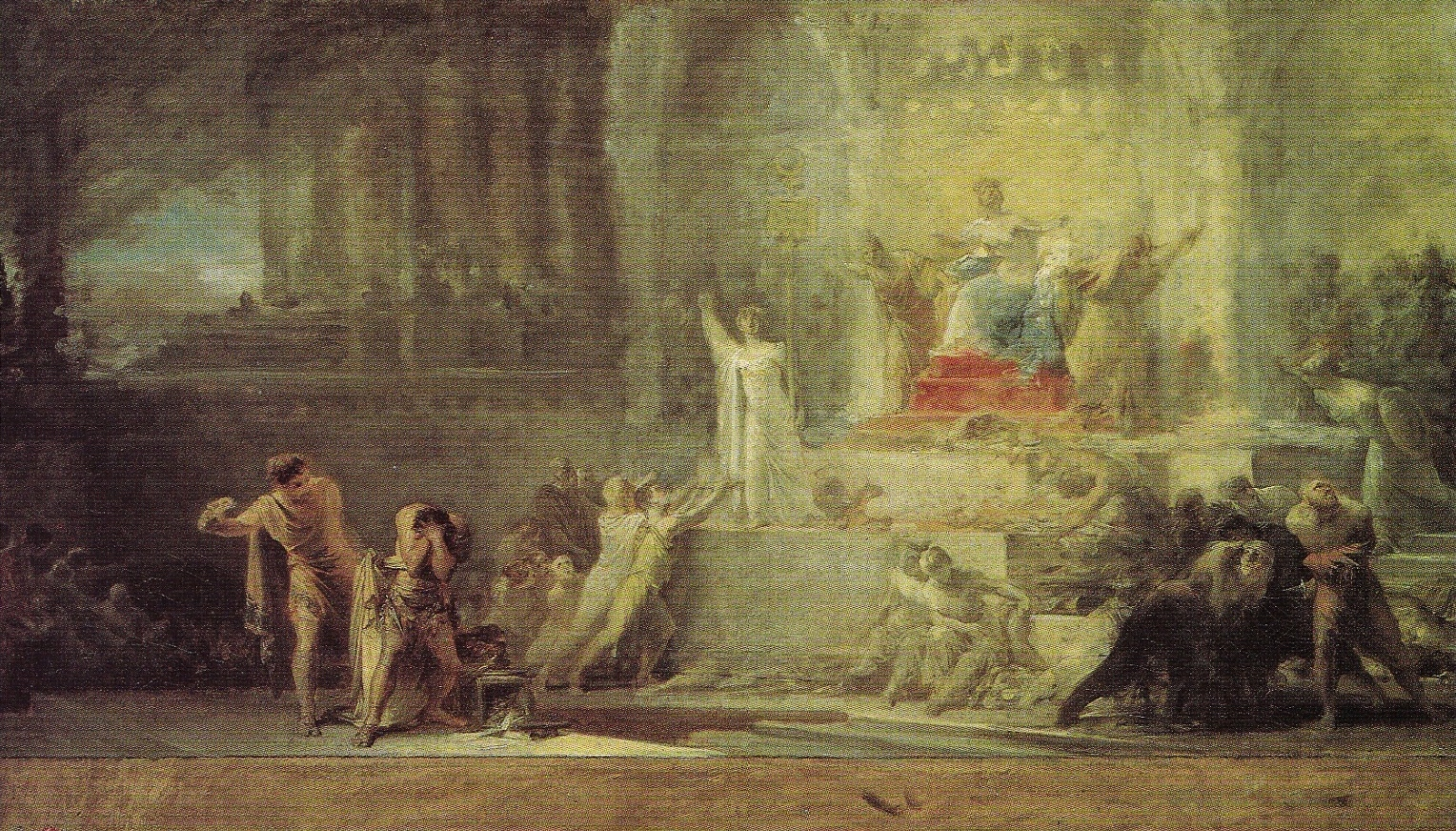
Alegoria à Constituição de 1822, por Domingos Sequeira.

La Constitución Política de la Monarquía Portuguesa aprobada en 23 de septiembre de 1822 fue la primera ley fundamental portuguesa y el texto constitucional portugués más antiguo. Supuso un intento de poner fin al absolutismo e instaurar en Portugal una monarquía constitucional. A pesar de haber estado vigente sólo durante dos periodos efímeros —el primero entre 1822 y 1823 y el segundo de 1836 a 1838— fue un momento fundamental para la historia de la democracia en Portugal. Fue sustituida por la constitucional de la monarquía portuguesa de 1826.

## Precedentes
Fue resultado de los trabajos de las Cortes Generales Extraordinarias y Constituyentes de la Nación Portuguesa de 1821-1822, elegidas por el conjunto de la Nación Portuguesa —la primera experiencia parlamentaria en Portugal—, nacida tras la revolución liberal del 24 de agosto de 1820, en Oporto. Las Cortes Constituyentes, cuya función principal, como el propio nombre indica, era elaborar una Constitución, iniciaron las sesiones en enero de 1821 y dieron sus trabajos por concluidos después del juramento solemne de la Constitución por el rey Juan VI de Portugal en octubre de 1822 (que, sin embargo, fue rechazado por la reina Carlota Joaquina, y por otras figuras contrarrevolucionarias de grande renombre, como el cardenal-patriarca de Lisboa, Carlos da Cunha e Menezes).

## Características del texto constitucional
Definida como bastante progresista para la época, se inspiró, en un gran parte, en la Constitución española de Cádiz, de 1812, así como en las constituciones francesas de 1791 y 1795. Se caracterizó por su espíritu marcadamente liberal, derogó innumerables viejos privilegios feudales, propios del régimen absolutista. Estaba dividida en seis títulos y 240 artículos y sus principios fundamentales eran los siguientes:
- la consagración de los derechos y deberes individuales de todos los ciudadanos portugueses (dando primacía a los derechos humanos, sobre todo, se garantiza la libertad, la igualdad ante la ley, la seguridad, y la propiedad).
- la consagración de la Nación (unión de todos los portugueses) como base de la soberanía nacional, que será ejercida por sus representantes legalmente elegidos —es decir, por las Cortes—, en las que reside la soberanía de facto y de jure, ya que sus miembros tienen la legitimidad del voto de los ciudadanos.
- la definición del territorio de la Nación, que estaba formado por el Reino Unido de Portugal, Brasil y Algarves, que incluía el Reino de Portugal (continente e islas adyacentes), el Reino de Brasil y los territorios ultramarinos portugueses en África y en Asia.
- el no reconocimiento de ninguna prerrogativa al clero y a la nobleza.
- la independencia de los tres poderes políticos separados (legislativo, ejecutivo y judicial), lo que contradecía los principios básicos del absolutismo que concentraba los tres poderes en la figura del rey).
- la existencia de Cortes elegidas por la Nación, responsables por la actividad legislativa del país.
- la supremacía del poder legislativo de las Cortes sobre los demás poderes.
- la emanación de la autoridad regia a partir de la Nación.
- la existencia, como forma de Gobierno, de una monarquía constitucional con los poderes del rey reducidos.
- la unión real con el Reino de Brasil.
- la ausencia de libertad religiosa (la religión católica era la única religión de la nación portuguesa).

El poder legislativo pasó a ser competencia de las Cortes, asamblea unicameral que elaboraba las leyes, cuyos diputados eran elegidos de dos en dos años por la Nación. La preponderancia del poder legislativo sobre el poder ejecutivo es una característica de los regímenes demoliberales más progresistas, en oposición a las llamadas Cartas Constitucionales, de cariz aristocrático y otorgadas por el rey. 
El poder ejecutivo era ejercido por el rey y a él le competía la autoridad del Gobierno, la ejecución de las leyes y el nombramiento y despido de los funcionarios del Estado. Sin embargo, el rey tenía solo veto suspensivo sobre las Cortes, pudiendo suspender la promulgación de las leyes con las que discordaba, pero se ve obligado a promulgarlas si las Cortes así lo vuelven a deliberar. No se le concedía el poder de suspender o disolver las Cortes.
En ocasiones especiales, el rey era aconsejado por el Consejo de Estado, cuyos miembros eran elegidos por las Cortes, y colaboraba con los secretarios de Estado, directamente responsables de los actos del Gobierno. A pesar de todo, su persona era considerada inviolable.
El poder judicial competía, exclusivamente, a los jueces, que lo ejercían en los tribunales.
En cuanto al cuerpo electoral, y en consonancia con el artículo 34.º de la Constitución, podían votar, para elegir los representantes de la Nación (diputados), los varones mayores de 25 años que supieran leer y escribir. Se trataba, pues, de un sufragio universal y directo, del que estaban excluidos las mujeres, los analfabetos, los frailes y los criados, entre otros.

## Vigencia
Con la aprobación de esta Constitución comienza en Portugal la monarquía constitucional; el proceso de consolidación, sin embargo, fue difícil y sufrió retrasos. La temeridad de sus propuestas fue de cierta manera el impulso para una reacción más exacerbada de las facciones conservadoras de la sociedad portuguesa, que pronto intentaron derogarla.
La Constitución de 1822 estuvo vigente durante solo dos efímeros periodos: un primer periodo entre el 23 de septiembre de 1822, cuando fue aprobada, y el 3 de junio de 1823, cuando Juan VI la suspendió debido a la Vilafrancada, con la promesa no cumplida de sustituirla por otra y un segundo periodo entre el 10 de septiembre de 1836, cuando se produjo la Revolución de Septiembre, y el 20 de marzo de 1838, cuando se aprobó la nueva Constitución de 1838. De hecho, fueron dos de los periodos más fecundos en términos de producción legislativa destinada a acabar con «Viejo Portugal» como lo denominaron, entre otros, Alexandre Herculano u Oliveira Martins.